# Sociedad Astronómica del Pacífico
La Sociedad Astronómica del Pacífico (en inglés Astronomical Society of the Pacific) (ASP) es una organización científica y educacional, fundada en San Francisco, California en 1889. Su nombre proviene de sus orígenes en la costa del Océano Pacífico, aunque actualmente sus miembros provienen de todas partes del mundo. Su estatus legal es el de una Organización sin fines de lucro.

## Publicaciones
La sociedad promueve la educación a través de varias publicaciones, cada una orientada a un público distinto:
- El Universo en la Clase (en inglés: The Universe in the Classroom) es una revista electrónica gratuita, dirigida a profesores y educadores, para ayudar a sus estudiantes a aprender sobre los misterios de la astronomía.[1] Es editada en inglés, francés y español, y se espera tener versiones en otros idiomas a futuro.[2]

- Mercury, Es una revista electrónica publicada cuatrimestralmente, que cubre una amplia gama de temas relacionados con la astronomía. Su suscripción se obtiene al unirse a la Sociedad.[3]

- Publications of the Astronomical Society of the Pacific (PASP) es una revista científica, orientada a astrónomos profesionales. Es publicada mensualmente desde 1889.[4]